# バローチスターン州
バローチスターン州 (バローチスターンしゅう、Balochistan、ウルドゥー語: بلوچستان、バローチー語: بلۏچستان、Balōčistān、バロチスタン州、バローチスタン州、日本語メディア表記ではバルチスタン州とも) は、パキスタン南西端の州であり、歴史的なバルーチスターンの大部分を域内に含む。西でイラン、北でアフガニスタンと国境を接し、南はアラビア海とオマーン湾に面する。
パキスタンの最大の州（347,190 km2）で、同国陸地面積の42%を占める。人口は約1500万人（2023年国勢調査）。
州都はクエッタで、州内最大の都市でもある。

## 名称
州名のバローチスターンとは、「バローチ人の居住する土地」という意味である。

## 歴史
1998年5月28日と5月30日にナワーズ・シャリーフ首相兼国防大臣がパキスタンによる初の核実験をチャーガイ地区Ras Koh丘陵の地下核実験施設で成功させた。
2024年1月16日、隣国イランの革命防衛隊は、ミサイルとドローンを使用して武装組織「ジャイシュ・アル・アドル」の拠点を2カ所、越境攻撃を加えた。パキスタン政府は子供2人が死亡、3人が負傷したとしてイランに抗議を行った。（2024年1月のイランによるパキスタンへのミサイル攻撃）

## 地理

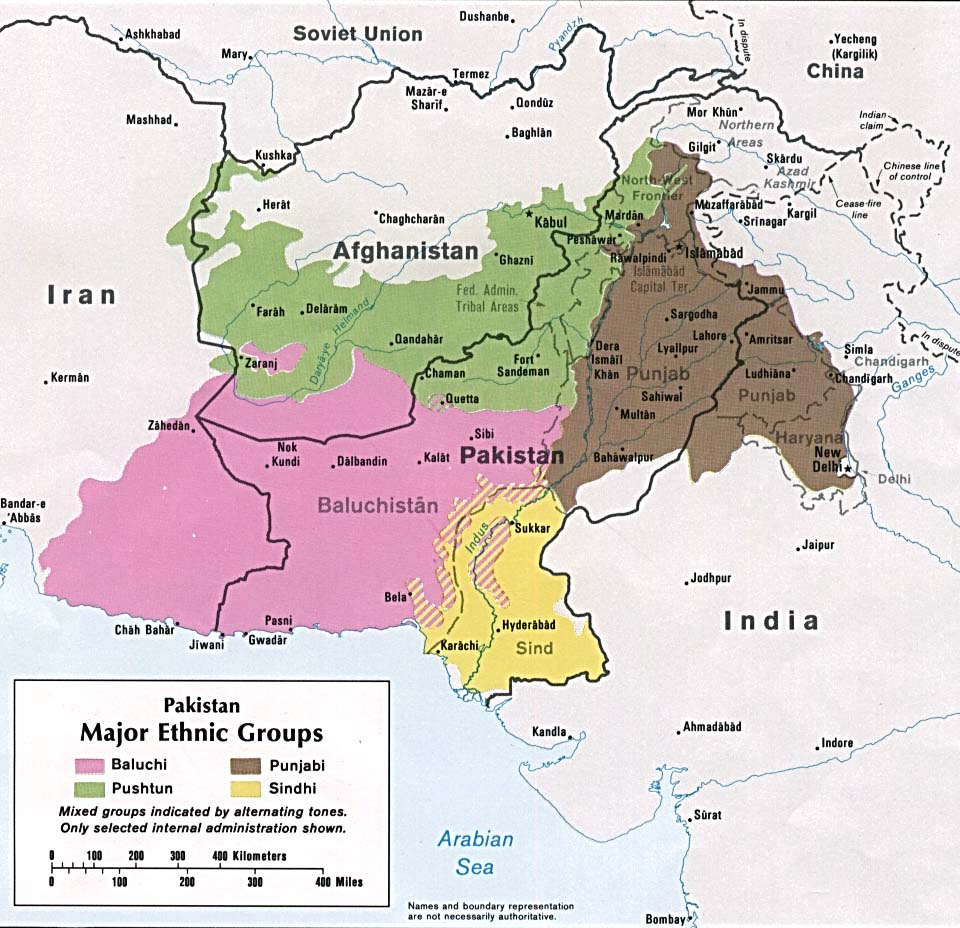
バローチスターンの範囲（マゼンタ色）は複数国家に広がっている

パキスタン国内では、北東はカイバル・パクトゥンクワ州内の旧連邦直轄部族地域 (FATA)、東側でパンジャーブ州とシンド州に境を接する。
西隣はイランのスィースターン・バルーチェスターン州である。北側はアフガニスタンのニームルーズ州、ヘルマンド州、カンダハール州、ザーブル州、パクティーカー州と接する。
バローチスターン州はイラン高原の東端で、西南アジア、中央アジア、南アジアの境にある。山がちな地形と水の不足のため人口密度はきわめて低いが、豊富な鉱物資源が眠っていると言われる。国内への天然ガスの主要な供給地でもある。
州都は北東部のクエッタで、州北東部の最も人口稠密な地域にあり、州内最大の都市である。クエッタはアフガニスタンとの国境に近い渓谷の街で、北西のアフガニスタンのカンダハールとはスライマーン山脈のボーラーン峠を走る幹線道路で結ばれている。

### カラート地区
クエッタより南方は中央部地域は、旧カラート藩王国のあったカラート地区（中心都市はカラート）として知られ、人口の疎らな砂漠地帯（ゲドロシア砂漠）で、ところどころ川沿いに町が点在している。

### ハラーン地区

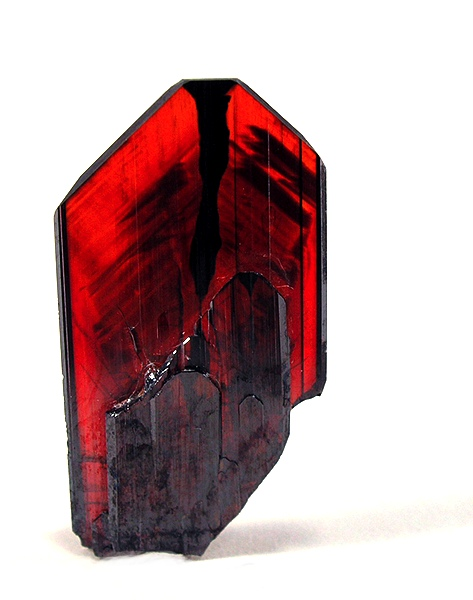
ハラーン地区で産出するブルッカイト（Brookite）

西部は、旧ハラーン藩王国のあったハラーン地区として知られている。

### マクラーン地区、ラス・ベラ地区
オマーン湾やアラビア海に面した歴史的マクラーンと呼ばれた地域は、南西部地域の旧マクラーン藩王国と南東部地域のラス・ベラ藩王国を経て、それぞれマクラーン地区とラス・ベラ地区として知られている。沿岸の港湾都市グワーダルではパキスタン政府が中国の援助によって深水港であるグワーダル港が建設され、中国に運営権も譲渡された。これによって、パキスタン海軍に新たな基地が提供されるとともに、国内の主要港であるカラーチー港、カーシム港への依存の軽減も期待されている。

## 隣接州

### パキスタン
- カイバル・パクトゥンクワ州
- パンジャーブ州
- シンド州

### アフガニスタン
- ニームルーズ州
- ヘルマンド州
- カンダハール州
- ザーブル州
- パクティーカー州

### イラン
- スィースターン・バルーチェスターン州

## 気候
北部高地の気候の特色は厳しい冬と酷暑である。南部高地の冬の気候は、北側では厳しいがマクラーン海岸近くの南側では穏やかである。夏は暑く乾燥し、特にチャガイやハーランの砂漠地帯では暑熱が厳しい。平野部では、夏は厳しく気温は日中50℃にも達するが、冬は穏やかで気温が氷点下になることはほとんどない。砂漠地帯では人を寄せ付けない強い砂嵐が吹くことがある。

## 住民と社会
バローチスターンの人口は約8百万人である。州内の主要言語は、バローチ語、パシュトー語、ブラーフイー語、ペルシア語である。
カラート地区をはじめ州内には、インダス文明を担ったとされる多くのブラーフイー語話者が居住している。ペルシア語話者のデーワール族もカラート地区やイラン国境近くの西部地域に居住している。
バローチ族が南部と東部（マクラーン地区、ラス・ベラ地区）では多数派を成す。マクラーン海岸沿いには、多様なマクラーニー・バローチ族が居住している。
州都クエッタではパシュトゥーン族が多数派で、バローチ族、ハザーラ族、パンジャービー族、ブラーフーイー人などが少数派として生活している。
北部ではパシュトゥーン族も多い。また、パシュトゥーン人、タジク人、ハザーラ人など多くのアフガニスタン難民も州内に居住している。
バルーチ民族主義運動（Baloch nationalism）というものもあり、アフガニスタンに侵攻したソビエト連邦軍と戦ったムジャーヒディーンを支援していたパキスタン政府に対抗するため、ソビエト連邦はバルーチスターン解放軍（BLA）に対して援助を行っていた。過去の歴史から、パキスタンの分離独立を目指す動きもあり、反政府武装勢力としてバルーチスターン解放軍、バルチスタン解放戦線（BLF）、バルチスタン共和国軍（BRA）などが活動してきた。